# Psammophil

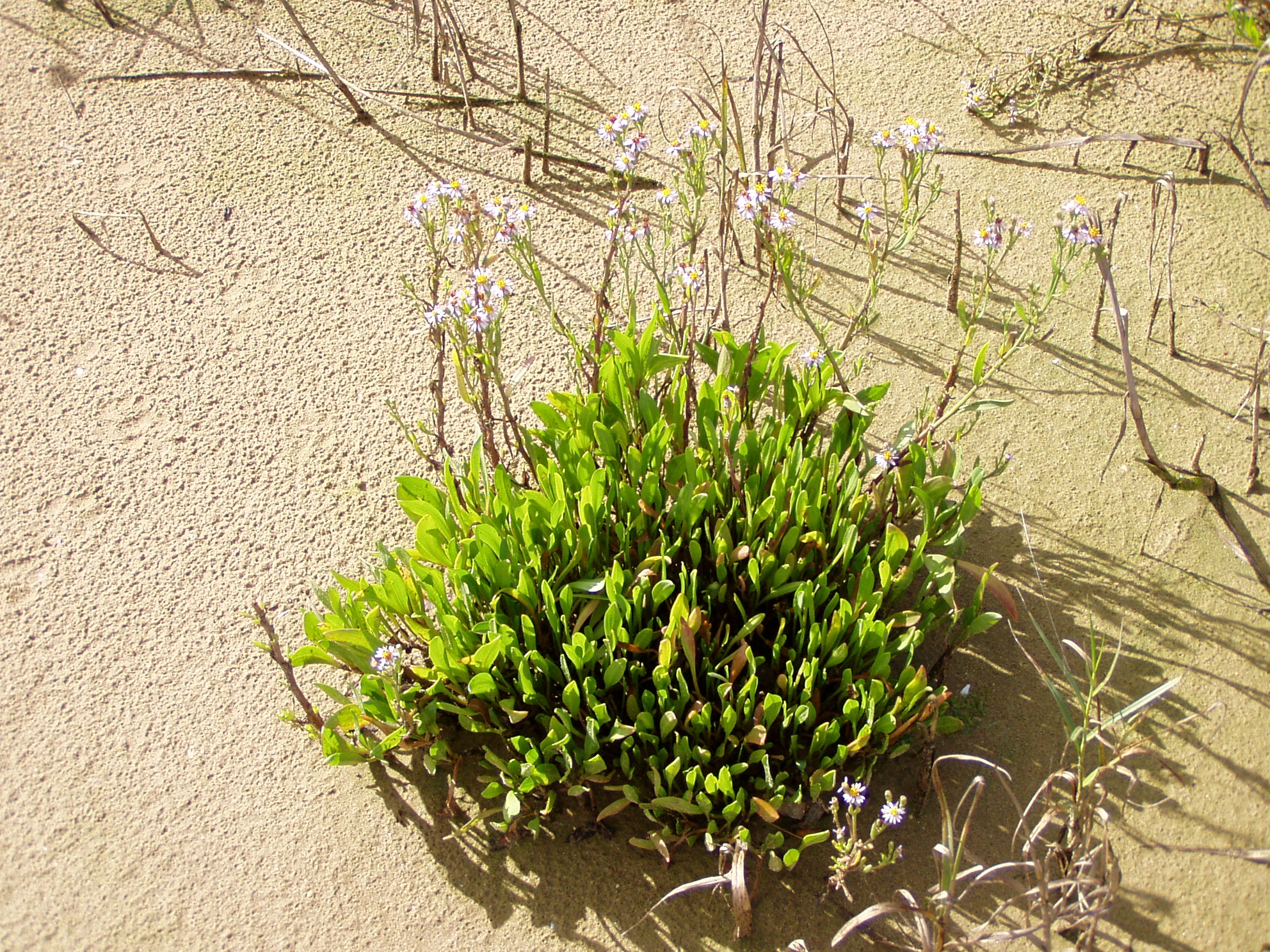
Schmalblättriger Strandflieder (Limonium narbonense)

Als psammophil (von altgriechisch ψάμμος psammos, deutsch ‚Sand‘, φιλία philia, deutsch ‚Freundschaft‘) werden Organismen bezeichnet, die in einem sandigen Lebensraum überleben und sich vermehren können. Neben Sandwüsten- und Strandorganismen gehören hierzu vor allem die Organismen, die auf und in dem sandigen Substrat von Gewässern leben (Psammon), darunter vor allem die Organismen der Sandlückenfauna (Mesopsammon).
Eine psammophile Pflanze wird auch als Psammophyt bezeichnet.

## Belege
- Stichwort „psammophil“. In: Herder-Lexikon der Biologie. Spektrum Akademischer Verlag, Heidelberg 2003, ISBN 3-8274-0354-5.